# Madeleine Léo-Lagrange
Pour les articles homonymes, voir Lagrange.
Madeleine Léo-Lagrange, née Weiller le 23 novembre 1900 à Saint-Dié-des-Vosges, et morte le 12 avril 1992 à Paris, est une femme politique française.

## Biographie
Fille d'un médecin juif laïque, Madeleine Weiller étudie au collège Jules Ferry de Saint-Dié, ainsi qu’au lycée Molière, puis suit des études de droit à Paris et devient en 1924, une des toutes premières avocates de France. 
En 1922, elle rencontre Léo Lagrange à la faculté de droit, qu’elle épouse le 18 novembre 1924 à la mairie de Passy (16e arrondissement). Leur fils, Serge, naît le 16 septembre 1925.
Pendant ses études, elle adhère à la SFIO.
Dans les années 1930, son parcours politique se fait dans le sillage de son mari : ainsi, en 1936, elle est chargée de mission au cabinet de Léo Lagrange, sous-secrétariat d’État aux Loisirs et aux Sports dans le gouvernement du Front populaire.
De juin 1936 à janvier 1937, elle est chargée de mission au cabinet de son mari. Elle prend une part importante à la mise en place de la loi sur les congés payés et de la loi sur les quarante heures. Par la suite, elle continue à participer activement au débat sur les loisirs, en en faisant le thème central d'une série d'émissions radiophoniques qu'elle produit et anime en 1937 et en 1938.
Veuve depuis juin 1940, en janvier 1942, elle est exceptionnellement autorisée à continuer à exercer son métier d'avocat malgré ses origines juives.
À la Libération, elle est directrice de cabinet d'Henri Frenay, ministre des Prisonniers, Déportés et Réfugiés, puis candidate sur la liste socialiste SFIO pour l'élection de la première assemblée constituante dans le département du Nord, en octobre 1945.
Avec 133 674 voix sur 430 182, la liste socialiste remporte trois des neuf sièges à pourvoir. Après Eugène Thomas et de Raymond Gernez, elle est élue. Elle devient l'une des premières femmes députées de France.
Durant les huit mois de son mandat, elle est membre de la Commission de l'éducation nationale et des beaux-arts, de la jeunesse, des sports et des loisirs, de la Commission de la presse, de la radio et du cinéma, et du Conseil provisoire de la jeunesse ; elle est en outre nommée jurée à la Haute Cour de justice. Le 20 décembre 1945, elle dépose une proposition de résolution invitant le gouvernement à « prendre une série de mesures concernant la formation physique, civique et morale de la jeunesse française ». Elle l’incite également à réaliser un « plan grandiose de l'équipement sportif du pays ». 
Elle décide cependant, en juin 1946, de ne pas se représenter, tirant ainsi le bilan de son expérience parlementaire.
Elle entre alors au cabinet d'Andrée Viénot, secrétaire d'État à la Jeunesse et aux Sports, puis de Paul Ramadier lorsque celui-ci est président du conseil.
Elle se tourne ensuite vers une carrière judiciaire. En 1948, elle est nommée juge à Lille. Elle exerce ensuite à Versailles, puis Paris.
Pendant la guerre d'Algérie, en désaccord avec la politique de Guy Mollet, elle quitte la SFIO pour le Parti socialiste autonome, qui se fond en 1960 dans le Parti socialiste unifié (PSU). De plus, elle demande une mise en disponibilité de ses fonctions de juge, estimant que ses convictions ne lui permettent pas d'exercer la mission de répression qui est celle de tout magistrat. Elle ne demande sa réintégration qu'après la signature des accords d'Evian, mais prend finalement une retraite anticipée en juillet 1963.
Elle meurt à Paris (6e arrondissement) le 12 avril 1992.